# Chandra Wilson
Chandra Danette Wilson (sinh ngày 27 tháng 8 năm 1969) là một diễn viên và đạo diễn người Mỹ.